# Carla Bohndick
Carla Bohndick (* 1988 in Bonn) ist eine deutsche Psychologin und Hochschullehrerin. Sie ist Professorin am Hamburger Zentrum für Universitäres Lehren und Lernen der Universität Hamburg.

## Werdegang
Carla Bohndick wuchs in Berlin auf. Von 2007 bis 2011 studierte sie Pädagogik, Psychologie und Betriebswirtschaftslehre an der LMU München. Im Jahr 2015 promovierte sie an der Universität Paderborn bei Heike M. Buhl im Fach Psychologie zum Thema Überfachliche Kompetenzen Lehramtsstudierender.
Von 2011 bis 2016 war sie wissenschaftliche Mitarbeiterin an der Universität Paderborn bei Heike M. Buhl. Im Jahr 2016 wechselte sie an die Universität Koblenz-Landau (Standort Landau) zu Manfred Schmitt und Tanja Lischetzke. Von 2017 bis 2024 war sie Juniorprofessorin am Hamburger Zentrum für Universitäres Lehren und Lernen der Universität Hamburg. Seit Mai 2024 ist sie Professorin am Hamburger Zentrum für Universitäres Lehren und Lernen der Universität Hamburg.

## Lehre und Weiterbildung
Carla Bohndick lehrt im Master Higher Education der Universität Hamburg und trägt dort die Modulverantwortung für Lehr-Lernforschung und Hochschulforschung.
2019 gründete sie gemeinsam mit Ingrid Scharlau und Tobias Jenert die internationale Summer School „Teaching and Learning in Higher Education“ und veranstaltet sie seither.

## Forschung
Carla Bohndicks Forschungsschwerpunkte liegen in der Pädagogischen Psychologie, insbesondere dem Lehren und Lernen in der Hochschulbildung, greifen aber auch in sozialwissenschaftliche Bereiche aus. Einen besonderen Fokus legt sie auf die Passung von Person und Situation und deren Bedeutung für den Studienerfolg. Dabei berücksichtigt sie Eigenschaften der Studierenden, Merkmale des Curriculums und deren Zusammenspiel. Konkret trägt sie zur Weiterentwicklung der Konzeptualisierung der Person-Umwelt-Passung bei und erforscht die Bewertung der subjektiven Wahrnehmung der Passung durch die Studierenden. Hierbei interessiert sie sich auch für methodische Fragen, etwa zur Entwicklung neuer Ansätze zur Bewertung von diskriminanter Validität.
Ein weiterer Schwerpunkt ihrer Forschung sind Maßnahmen zur Erhöhung der Passung zwischen Studierenden und Hochschule, z. B. mit Online-Self-Assessments, die sie nicht nur (wie üblich) zu Selektionszwecken, sondern auch zu Entwicklungszwecken einsetzt. Außerdem erforscht sie, wie Rückmeldungen formuliert werden sollten, damit Studierende motiviert werden, ihre Fähigkeiten weiterzuentwickeln und sich auf entsprechende Aktivitäten einzulassen.
Carla Bohndick beteiligt sich an Forschung zu Prädiktoren des Studienerfolgs  und arbeitet mit Kollegen an mehreren Projekten, in die sie die Perspektive der Passung einbringt, indem sie beispielsweise situative Variablen wie Aspekte des Curriculums oder interaktionale Variablen wie die akademische und soziale Integration thematisiert. Sie nutzt Gelegenheiten, mit bereits vorhandenen Daten zu arbeiten, zum Beispiel aus dem Deutschen Studienqualitätsmonitor des Deutschen Zentrums für Hochschul- und Wissenschaftsforschung (DZHW).
Zudem forscht Carla Bohndick zu beruflicher und gesellschaftlicher Relevanz von Studiengängen.

## Mitgliedschaften
- Deutsche Gesellschaft für Psychologie (Fachgruppe Pädagogische Psychologie)
- European Association for Research on Learning and Instruction EARLI[19] (SIG 4 Higher Education[20])
- Gesellschaft für Hochschulforschung

## Veröffentlichungen (Auswahl)
- Carla Bohndick: Predictors of dropout intentions in teacher education programmes compared with other study programmes. In: Journal of Education for Teaching. Band 46, Nr. 2, 2020, S. 207–219, doi:10.1080/02607476.2020.1724652.

- Carla Bohndick, Elke Bosse, Vanessa K. Jänsch, Miriam Barnat: How Different Diversity Factors Affect the Perception of First-Year Requirements in Higher Education. In: Frontline Learning Research. Band 9, Nr. 2, 2021, S. 78–95, doi:10.14786/flr.v9i2.667.

- Carla Bohndick, Jonas Breetzke, Tom Rosman: Asking students about their fit with the university: A response surface analysis of demands-abilities fit. In: Active Learning in Higher Education. 2022, doi:10.1177/14697874221124306.

- Carla Bohndick, Margret Bülow-Schramm, Daria Paul, Gabi Reinmann (Hrsg.): Hochschullehre im Spannungsfeld zwischen individueller und institutioneller Verantwortung. Springer, Wiesbaden 2021, ISBN 978-3-658-32271-7, doi:10.1007/978-3-658-32272-4.

- Carla Bohndick, Tom Rosman, Susanne Kohlmeyer, Heike M. Buhl: The interplay between subjective abilities and subjective demands and its relationship with academic success. An application of the person–environment fit theory. In: Higher Education. Band 75, Nr. 5, 2018, S. 839–854, doi:10.1007/s10734-017-0173-6.

- Andreas Eimer, Carla Bohndick: How individual experiential backgrounds are related to the development of employability among university students. In: Journal of Teaching and Learning for Graduate Employability. Band 12, Nr. 2, 2021, S. 114–130, doi:10.21153/jtlge2021vol12no2art1011.